# Seconda Divisione 2004-2005 (Arabia Saudita)
Questa voce raccoglie le informazioni della stagione 2004-2005 della Saudi Second Division, la terza serie del campionato saudita.

## Classifica
| Posizione | Squadra   | Punti | Giocate | Vinte | Nulle | Perse | Gol fatti | Gol subiti |                               |
| --------- | --------- | ----- | ------- | ----- | ----- | ----- | --------- | ---------- | ----------------------------- |
| 1.        | Al-Watani | 41    | 18      | 13    | 2     | 3     | 37        | 17         | Promosso in seconda divisione |
| 2.        | Dhemk     | 36    | 18      | 10    | 6     | 2     | 22        | 10         | Promosso in seconda divisione |
| 3.        | Al-Nahda  | 31    | 18      | 9     | 4     | 5     | 22        | 14         |                               |
| 4.        | Al-Urooba | 24    | 18      | 9     | 4     | 5     | 22        | 14         |                               |
| 5.        | Ukhdood   | 23    | 18      | 5     | 8     | 5     | 20        | 17         |                               |
| 6.        | Sudoos    | 22    | 18      | 5     | 7     | 6     | 18        | 19         |                               |
| 7.        | Tahami    | 19    | 18      | 5     | 4     | 9     | 17        | 29         |                               |
| 8.        | Al-Uyoon  | 18    | 18      | 4     | 6     | 8     | 20        | 27         | Retrocesso                    |
| 9.        | Al-Adala  | 17    | 18      | 3     | 8     | 7     | 14        | 22         | Retrocesso                    |
| 10.       | Al-Arabi  | 13    | 18      | 3     | 4     | 11    | 1         | 30         | Retrocesso                    |